# Victor Mendy
Victor Mendy (Dakar, Senegal, 22 de diciembre de 1981), futbolista senegalés, tiene nacionalidad francesa. Juega de delantero y su actualmente se encuentra sin equipo. 

## Selección nacional
Ha sido internacional con la Selección de Senegal en una ocasión.

## Clubes
| Club               | País       | Año         |
| ------------------ | ---------- | ----------- |
| Villemomble Sports | Francia    | 2001 - 2006 |
| París              | Francia    | 2006 - 2007 |
| Metz               | Francia    | 2007        |
| Clermont Foot      | Francia    | 2007 - 2008 |
| Metz               | Francia    | 2008 - 2010 |
| Bucaspor           | Turquía    | 2010 - 2011 |
| Qäbälä             | Azerbaiyán | 2011 - 2015 |
| NorthEast United   | India      | 2015 - 2016 |